# Kōji Murofushi
Kōji Alexander Murofushi (室伏 広治, Murofushi Kōji), né le 8 octobre 1974 à Numazu, est un athlète japonais, spécialiste du lancer du marteau, champion olympique en 2004 à Athènes et champion du monde en 2011 à Daegu.

## Carrière
Il a obtenu une thèse de doctorat (PhD) sur la biomécanique du lancer du marteau.
Vainqueur du lancer du marteau aux Jeux olympiques d'Athènes (après disqualification pour dopage du Hongrois Adrián Annus) avec un lancer à 82,91 mètres, il remporte la médaille de bronze aux Jeux olympiques d'été de 2008 à Pékin, après la disqualification pour dopage des deux lanceurs biélorusses classés devant lui. Mais en juin 2010, le Tribunal arbitral du sport ordonne que les deux athlètes biélorusses récupèrent leurs médailles après avoir constaté des irrégularités dans le contrôle antidopage.
En 2009 à Hiroshima, il remporte son 15e titre national d'affilée, avec 73,26 m, son moins bon lancer depuis 1996, mais il déclare forfait pour les Championnats du monde d'athlétisme 2009. À Marugame, l'année suivante, il devient pour la 16e fois champion national avec 77,35 m.
En 2011, à 36 ans, lors des Mondiaux de Daegu, il devient enfin champion du monde du lancer du marteau avec un lancer à 81,24 mètres. Il devient à cette occasion le plus vieux champion du monde de cette spécialité, devançant même le légendaire Youri Sedykh.
Lors des Jeux Olympiques de Londres en 2012, il remporte la médaille de bronze, sa deuxième olympique, avec un jet à 78,71 m derrière le Slovène Primoz Kozmus et le Hongrois Krisztian Pars. Il participe à sa dernière grande compétition internationale lors des Mondiaux de 2013 à Moscou, où il termine sixième de la finale du marteau avec un lancer à 78,03 m.

## Vie privée
Il est le fils de Shigenobu Murofushi et le frère de Yuka Murofushi. Sa mère est Serafina Moritz, une ancienne championne roumaine du javelot.
Il devient en 2014 directeur des sports des Jeux Olympiques de Tokyo, avant de quitter son poste en septembre 2020 et d'être nommé commissaire de l'Agence japonaise des sports. En avril 2021, il annonce souffrir d'un lymphome cérébral, une forme de cancer rare du cerveau.

## Palmarès

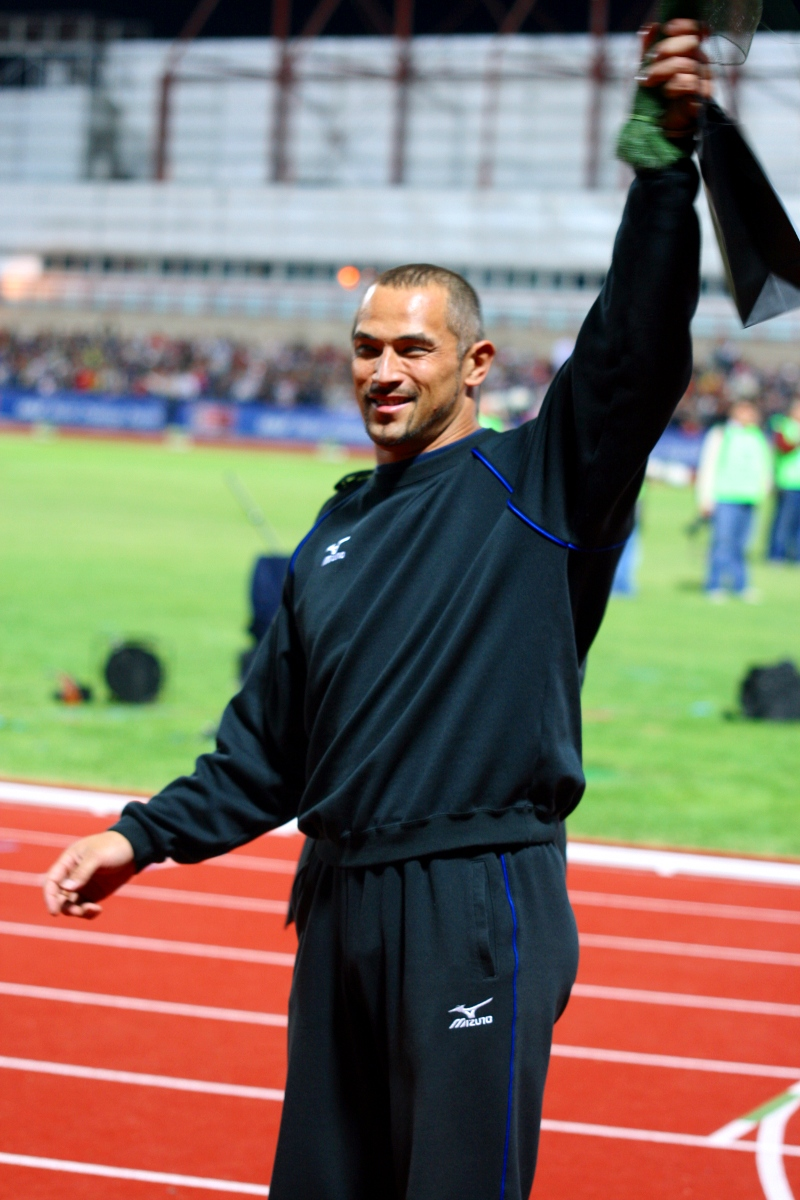
Kōji Murofushi en 2010

| Date | Compétition                         | Lieu                                | Résultat | Marque  |
| ---- | ----------------------------------- | ----------------------------------- | -------- | ------- |
| 1992 | Championnats du monde juniors       | Séoul                               | 8e       | 65,78 m |
| 1993 | Championnats d'Asie                 | Manille                             | 2e       | 65,54 m |
| 1994 | Jeux asiatiques                     | Hiroshima                           | 2e       | 67,48 m |
| 1995 | Championnats d'Asie                 | Djakarta                            | 2e       | 69,24 m |
| 1997 | Championnats du monde               | Athènes                             | 10e      | 74,82 m |
| 1998 | Championnats d'Asie                 | Fukuoka                             | 2e       | 74,17 m |
| 1998 | Jeux asiatiques                     | Bangkok                             | 1er      | 78,57 m |
| 2000 | Jeux olympiques                     | Sydney                              | 9e       | 76,60 m |
| 2000 | Finale du Grand Prix                | Doha                                | 2e       | 80,32 m |
| 2001 | Championnats du monde               | Edmonton                            | 2e       | 82,92 m |
| 2002 | Championnats d'Asie                 | Colombo                             | 1er      | 80,45 m |
| 2002 | Jeux asiatiques                     | Busan                               | 1er      | 78,72 m |
| 2002 | Finale du Grand Prix                | Paris                               | 1er      | 81,14 m |
| 2002 | Coupe du monde des nations          | Madrid                              | 2e       | 80,08 m |
| 2003 | Championnats du monde               | Paris                               | 3e       | 80,12 m |
| 2004 | Jeux olympiques                     | Athènes                             | 1er      | 82,91 m |
| 2006 | Finale mondiale                     | Stuttgart                           | 1er      | 81,42 m |
| 2006 | Coupe du monde des nations          | Athènes                             | 1er      | 82,01 m |
| 2007 | Championnats du monde               | Osaka                               | 6e       | 80,46 m |
| 2007 | Finale mondiale                     | Stuttgart                           | 3e       | 77,95 m |
| 2008 | Jeux olympiques                     | Pékin                               | 5e       | 80,71 m |
| 2008 | Finale mondiale                     | Stuttgart                           | 3e       | 78,99 m |
| 2010 | Challenge IAAF du lancer de marteau | Challenge IAAF du lancer de marteau | 1er      | —       |
| 2011 | Championnats du monde               | Daegu                               | 1er      | 81,24 m |
| 2012 | Jeux olympiques                     | Londres                             | 3e       | 78,71 m |
| 2013 | Championnats du monde               | Moscou                              | 6e       | 78,03 m |

- Champion national du Japon de 1995 à 2010 inclus.

## Records
En 2003, il lança le marteau à 84,86 m, le plus long lancer au monde depuis 15 ans.
En 1997, il devint le premier lanceur de marteau japonais à atteindre une finale des Championnats du monde d'athlétisme depuis son propre père 21 ans plus tôt. Son père, Shigenobu Murofushi, a gagné un record de 5 Jeux asiatiques entre 1970 et 1986 et a détenu le record japonais avec 75,96 (à Los Angeles en 1984) jusqu'à ce que son fils Koji batte ce record pour la 1re fois le 26 avril 1998. Koji a battu ce record national 18 fois (et détient aussi deux records d'Asie). Sa mère est une lanceuse de javelot roumaine. Sa jeune sœur est Yuka Murofushi également spécialiste du marteau.

### Progression
- 1996 : 73,82 m
- 1997 : 75,72 m
- 1998 : 78,57 m
- 1999 : 79,17 m
- 2000 : 81,08 m
- 2001 : 83,47 m
- 2002 : 83,33 m
- 2003 : 84,86 m
- 2004 : 83,15 m
- 2005 : 76,47 m
- 2006 : 82,01 m
- 2007 : 82,62 m
- 2008 : 81,87 m
- 2009 : 78,36 m
- 2010 : 80,99 m
- 2011 : 81,24 m